# 허메이진

허메이 진의 위치

허메이진(한국어: 화미진, 중국어: 和美鎮, 병음: Héměi Zhèn)은 중화민국 장화 현의 진이다. 넓이는 39.9345km2이고, 인구는 2015년 8월 기준으로 90,934명이다.

## 교통
- 국도 3호선